# Eucodonia andrieuxii
 Eucodonia andrieuxii  är en art i släktet Eucodonia och familjen gloxiniaväxter som förekommer naturligt i Mexiko. Arten odlas ibland som krukväxt i Sverige.
Eucodonia andrieuxii bildar precis som Eucodonia verticillata och arter i närliggande släkten fjälliga jordstammar, så kallade rhizomer i vilka de överlever torrperioden. Växten producerar många blommor som sitter i buntar eller flocklika ställningar i bladvecken. Blomman är zygomorf och klocklik med blå till ljust lila blommor och ljusare svalg. Bladen och blomstjälkarna är håriga.